# Liste der Monuments historiques in Antignac (Haute-Garonne)
Die Liste der Monuments historiques in Antignac (Haute-Garonne) führt die Monuments historiques in der französischen Gemeinde Antignac auf.

## Liste der Objekte
| Bezeichnung                  | Beschreibung                          | Standort                      | Kennzeichnung | Schutzstatus | Datum | Bild |
| ---------------------------- | ------------------------------------- | ----------------------------- | ------------- | ------------ | ----- | ---- |
| Ciboire des malades          | Ziborium für Kranke aus dem Jahr 1668 | in der Kirche St-Orens (Lage) | PM31002473    | Inscrit      | 2013  |      |
| Ein Paar Vasen für den Altar | 19. Jahrhundert, Porzellan            | in der Kirche St-Orens (Lage) | PM31002472    | Inscrit      | 2013  |      |